# The Chimes (film 1914 Blaché)
The Chimes  è un film muto del 1914 diretto da Herbert Blaché.
Il soggetto, tratto dal racconto Le campane di Charles Dickens, aveva dato spunto quell'anno a un altro adattamento cinematografico, un The Chimes, prodotto dalla britannica Hepworth, scritto e diretto da Thomas Bentley.

## Trama
Trotty Veck, seguendo i consigli di Alderman Cute - che dichiara come sia un peccato per i poveri sposarsi - decide di non acconsentire al matrimonio di sua figlia Meg con Richard. Un giorno, accoglie a casa William Fern con la sua figlioletta, dando loro ospitalità per la notte. Quando la piccola si addormenta, anche la mente di Trotty scivola nel mondo dei sogni. Sogna di come potrebbe essere il suo avvenire e quello di Meg: poveri e disgraziati, devono curarsi della piccola Lil mentre Fern, il padre, è messo in prigione per aver dimostrato contro i ricchi. Richard, intanto, l'ex fidanzato di Meg, depresso e deluso, si è votato al bere, diventando un alcolizzato. La giovane Lil, pensando così di poter aiutare il padre in carcere, cede al ricco e potente Sir Joseph Bowley. Ma questi la maltratta e alla fine la butta fuori di casa insieme al bambino che è nato dalla loro relazione. La ragazza muore e sarà Meg ha doversi prendere cura del piccolo. Ma, disperata, tenterà il suicidio buttandosi da un ponte.
Trotty si sveglia e si rende conto che è stato tutto un sogno, un incubo - però - che potrebbe diventare realtà. Ora Trotty ritorna sui suoi passi, pentendosi di non aver dato il consenso al matrimonio della figlia. Poi, convince Fern a non manifestare contro Bowley. Insieme a Richard, invece, induce il ricco Bowley a firmare un documento che riconosce i diritti dei più poveri.

## Produzione
Il film fu prodotto dall'U.S. Amusement Corporation.

## Distribuzione
Distribuito dalla World Film, uscì nelle sale cinematografiche USA nel settembre 1914.